# آستین پاورز: مرد بین‌المللی رمز و راز
آستین پاورز: مرد بین‌المللی رمز و راز (به انگلیسی: Austin Powers: International Man of Mystery) فیلمی کمدی_جاسوسی به کارگردانی جی روچ محصول سال ۱۹۹۷ آمریکا است که از بازیگران اصلی آن می‌توان به مایک مایرز، الیزابت هارلی، مایکل یورک، میمی راجرز، رابرت واگنر، ست گرین، کریستین اسلیتر، میندی استرلینگ، جو سون، ویل فرل، چارلز نپیر، پال دیلان، کلینت هاوارد، توماس آرنلد، چری اوتری، کری فیشر، لری توماس، برت بکراک، مایکل مک‌دونالد، لویس چلیز و راب لو اشاره کرد.

## داستان
در دههٔ ۱۹۶۰، «آستین پوئرز» (مایزر)، عکاس مد، مقیم لندن پرتحرک و امروزی و مأمور آژانس جاسوسی معتبر بین‌المللی در قالب یخی فریز شده، تا در دههٔ ۱۹۹۰ از آن بیرون آید و بزرگ‌ترین دشمن خودش را شکست دهد، گرچه طرز رفتار و مد بروز او اکنون خیلی قدیمی شده‌اند…